# شاهان شاهنور
شاهان شاهنور (ارمنی: Շահան Շահնուր ,فرانسوی: Chahan Chahnour‎؛ زاده ۳ اوت ۱۹۰۳ در استانبول – درگذشته ۲۰ اوت ۱۹۷۴ در سن رافائل، ور) شاعر و نویسنده ارمنی-فرانسوی بود 

## زندگی
شاهان شاهنور با نام اصلی شاهنور کرستجیان (انگلیسی: Shahnour Kerestejian) در حومه کنستانتینوپل در امپراتوری عثمانی به دنیا آمد. مادر وی خواهر تئودیگ (۱۹۲۸–۱۸۷۳) نویسنده سرشناس ارمنی بود. وی در سال ۱۹۲۱ از دبیرستان بربریان فارغ‌التحصیل شد و نشریه «Vosdan» بیشتر در امر ترجمه در شروع به همکاری نمود. در سال ۱۹۲۳ وی به پاریس نقل مکان نمود، جایی که وی به عنوان عکاس به فعالیت پرداخت، و در سال ۱۹۲۹ وی نخستین رمانش تحت عنوان Retreat Without Song را که پیشتر به صورت پاورقی در روزنامه هراچ چاپ پاریس چاپ شده بود، به چاپ رسانید (این اثر به چندین زبان برگردانده شده‌است). در سال ۱۹۳۳ وی دومین کتابش را، که همچنین به زبان ارمنی بود، تحت عنوان The Betrayal of the Gods را که مجموعه ای از داستان‌های کوتاه بود به چاپ رسانید. در سال ۱۹۳۷به بیماری استخوانی "Osteolysis" مبتلا گشت. وی چندین مجموعه شعر به زبان فرانسه منتشر نمود از جمله: The Furtive Passer-by, Sacred Patience, The Nightly Transport, The High Cage, و Fire With Fire. در سال ۱۹۶۲ مجموعه ای از آثار وی به زبان ارمنی در ایروان توسط انتشارات دولتی ارمنستان به چاپ رسید. بین سال‌های ۱۹۵۸ تا ۱۹۷۳ چندین مجموعه مقاله به زبان ارمنی از وی منتشر شد از جمله: Two Red Notebooks (1967) و The Open Register (1971). شاهنور در روز ۲۰ اوت ۱۹۷۴ در بیمارستان شهر سن رافائل، ور در جنوب فرانسه درگذشت.